# Cebus paella
Cebus paella là một loài thú trong họ Cebidae. Loài này được Linnaeus miêu tả khoa học đầu tiên năm 1758.
Đây là loài gây hại của cây Araucaria angustifolia, phát triển phổ biến ở Brazil.